# Edward Emerson Barnard
Pour les articles homonymes, voir Edward Barnard et Barnard.
Edward Emerson Barnard (16 décembre 1857 à Nashville, Tennessee, États-Unis et mort le 6 février 1923 dans la même ville) est un astronome américain. Il est généralement cité sous le nom de E.E. Barnard, et reconnu comme un astronome d'observation de grand talent.

## Biographie
Barnard est né à Nashville, dans l'État du Tennessee. Son père étant décédé avant sa naissance, il a grandi dans une famille relativement pauvre. Il a tout d'abord été attiré par la photographie, et est devenu l'assistant d'un photographe à l'âge de neuf ans.
Il s'intéressa plus tard à l'astronomie, et fit l'acquisition en 1876 d'un télescope de 12 cm, ce qui lui permit de découvrir sa première comète en 1881. Il en découvrira une seconde la même année, puis une troisième en 1882.
Il se maria en 1881. Un riche patron de l'époque proposait une récompense de 200 dollars pour chaque nouvelle comète découverte ; Barnard, en ayant découvert huit, utilisa l'argent récolté pour construire une maison à sa jeune épouse.
Son nom commençant à être connu dans la communauté des astronomes amateurs de Nashville, ceux-ci organisèrent une quête afin de permettre à Barnard de faire des études à l'université Vanderbilt. Il obtint son diplôme universitaire à l'âge de 30 ans, puis rejoint l'équipe de l'observatoire Lick.
En 1892, il réalisa des observations d'une nova et fut le premier à noter les émissions gazeuses, en déduisant ainsi qu'il s'agissait de l'explosion d'une étoile. La même année il découvrit également Amalthée, la cinquième lune de Jupiter. Il s'agissait de la première découverte d'une lune jovienne depuis Galilée en 1609, et de la dernière lune à être découverte par la simple observation visuelle (sans utiliser de plaques photographiques ou d'images enregistrées).
En 1895 il rejoint l'université de Chicago en tant que professeur d'astronomie. Il pourra alors utiliser le télescope de 100 cm de l'observatoire Yerkes. La majeure partie de son travail pendant cette période consista à prendre des photographies de la Voie lactée. Il découvrira (avec Max Wolf), que certaines régions sombres de la Galaxie sont en fait des nuages de gaz qui obscurcissent les étoiles en arrière-plan les moins lumineuses. Barnard publie un catalogue des objets de Barnard des nébuleuses obscures ou nébuleuses d'absorption, en 1919 (avec 182 objets) puis en 1927 (avec 349 objets).
En 1897, il estime le diamètre de Io à 3 950 km, estimation inférieure d'environ 8% aux mesures actuelles.
L'étoile de Barnard a été nommée en son honneur après qu'il eut découvert en 1916 qu'elle possédait un mouvement propre très élevé, comparativement aux autres étoiles. 
Il fut récompensé du prix Lalande en 1892, de la médaille d'or de la Royal Astronomical Society en 1897, et de la médaille Bruce en 1917.
Il est décédé le 6 février 1923 à Williams Bay, dans le Wisconsin, et est enterré à Nashville. Après sa mort, son exceptionnelle collection de photographies a été publiée sous le titre  Photographic Atlas of Selected Regions of the Milky Way.